# 캔들스틱 패턴
캔들스틱 패턴(영어: candlestick pattern)은 금융에서 기술적 분석의 캔들스틱 차트에서 나타나는 일정한 움직임과 패턴들로, 이 패턴들을 사용해 미래의 시장 추세를 어느 정도 예측할 수 있다고 여겨지고 있다.

## 단순한 패턴들
|  | |  | |
|  | 빅 블랙 캔들은 대단히 긴 검정의 몸통과 긴 범위의 고가와 저가로 구성되어 있다. 가격이 고가 근처에서 시작해 저가 근처에서 종료된 형태로 하락 장세를 나타내는 것으로 여겨진다.                                        |  | 빅 화이트 캔들은 대단히 긴 하얀색 몸통과 긴 범위의 고가와 저가로 구성되어 있다. 가격이 저가 근처에서 시작하여 고가 근처에서 끝난 형태로 상승 장세를 나타낸다.                                    |
|  | |  | |
|  | 블랙 바디는 시가가 종가보다 높을 경우 나타난다. 주가가 약세 또는 하락 신호로 여겨진다. |  | 화이트 바디는 종가가 시가보다 높을 때 나타나며, 주가가 강세 신호로 여겨진다. |
|  | |  | |
|  | 도지는 시가와 종가가 완전히 같을 때 나타난다. 머리와 꼬리의 길이는 다양하게 나타날 수 있다. 만약 이전이 하락 장세였다면 도지 후에는 상승 장세가 나타날 수도 있다.                                                  |  | 롱레그 도지는 매우 긴 머리와 긴 꼬리로 구성된 도지 패턴이다. 강한 두 개의 세력이 양쪽에서 균형을 이루고 있음을 나타낸다. 만약 이전이 상승 추세였다면 롱레그 도지 이후에는 약세로 변할 수도 있다. |
|  | |  | |
|  | 드래곤플라이 도지는 시가와 종가가 같은 고가에 형성되었을 때 형성된다. 만약 더 길고 낮은 꼬리가 생기면 더 상승 추세로 여겨진다. 만약 시장의 바닥에서 나타나면 역전 신호로 여겨진다.                                 |  | 그래이브스톤 도지는 시가와 종가가 똑같은 저가를 기록했을 때 나타난다. 만약 머리가 더 길다면 시장의 상승 추세를 나타낸다. 만약 시장의 꼭대기에서 나타날 경우 역전 신호로 여겨진다.                |
|  | |  | |
|  | 망치형/해머형은 작은 몸통이 높은 곳에 달려서 머리가 없거나 아주 짧은 형태이다. 망치형은 하락 추세에서 상승 패턴으로 여겨진다.                                                                                      |  | 교수형은 작은 몸통이 높은 곳에 걸려있어 머리는 없거나 매우 짧고 꼬리가 긴 형태이다. 꼬리가 몸통의 2배 또는 3배 정도의 길이어야 한다. 상승장에서 약세를 나타내는 패턴으로 여겨진다.               |
|  | |  | |
|  | 역전된 망치형은 '망치형'의 위아래가 역전된 형태이다. |  | 슈팅스타는 작은 몸통과 긴 머리와 꼬리가 없거나 짧은 형태로 이루어진 패턴을 말한다. 상승장에서 약세 추세 신호로 여겨진다.                                                                         |
|  | |  | |
|  | Long Upper Shadow는 머리가 캔들스틱 전체의 3분의 2 도는 그 이상을 차지하는 형태의 패턴이다. 가격 저항선 근처에 나타나면 일반적으로 하락 추세 신호로 여겨진다.                                                      |  | Long Lower Shadow는 꼬리가 캔들스틱 전체의 3분의 2 또는 그 이상을 차지하는 형태의 패턴이다. 가격 지지선 근처에 나타날 경우 일반적으로 상승 추세 신호로 여겨진다.                                 |
|  | |  | |
|  | 마루보주는 머리와 꼬리가 없는 길거나 보통 크기의 캔들. 한국에서는 색깔에 따라 '장대양봉' 또는 '장대음봉'이라고도 한다. 캔들스틱의 높은 곳과 낮은 곳은 시가와 종가를 나타낸다. 마루보주는 지속형 패턴으로 여겨진다. |  | 스피닝탑은 검은색 혹은 백색의 작은 몸통으로 구성된 패턴이다. 머리와 꼬리의 길이는 다양하게 나타날 수 있다. 중립적인 패턴으로 여겨지지만 만약 다른 형태와 함께 나타날 경우 중요성이 커질 수 있다. |
|  | |  | |
|  | Shaven Head는 머리가 없이 꼬리 위에 몸통만 달린 형태의 캔들스틱이다. ('해머형'과 비교) |  | Shaven Bottom은 꼬리가 없는 형태의 패턴이다. ('역전된 해머형'과 비교) |

## 복잡한 패턴들
|  | |  | |
|  | Bearish Harami는 큰 하얀색 몸통 뒤에 작은 검은색 몸통이 따라오는 형태이다. 상승장이 선행한 가운데 나타날 경우 장세의 약세 신호로 여겨진다. |  | Bearish Harami Cross는 커다란 하얀색 몸통 뒤에 도지가 따라오는 형태이다. 시장의 꼭대기에서 나타날 경우 역전 신호로 여겨진다. |
|  | |  | |
|  | Bearish 3-Method Formation은 긴 검정 몸통 뒤에 세 개의 작은 몸통(일반적으로 하얀색)들과 긴 검정 몸통이 따라가는 패턴이다. 세 개의 하얀 몸통은 첫 번째의 긴 검정 몸통의 범위 안에 들어가 있다. 이 패턴은 강세의 지속 신호로 여겨진다. |  | Bullish 3-Method Formation Consists of a long white body followed by three small bodies (normally black) and a long white body. The three black bodies are contained within the range of first white body. This is considered a bullish continuation pattern. |
|  | |  | |
|  | Bullish Harami는 매우 큰 검정 몸통 뒤에 작은 하얀 몸통이 따라가는 형태로, 하얀 몸통은 큰 검은색 몸통의 범위 안에 있다. 하락장이 선행되었을 때 이 패턴은 강세 신호로 여겨진다. |  | Bullish Harami Cross는 큰 검은색 몸통 뒤에 도지가 따라가는 형태이다. 이 패턴이 시장의 바닥에서 나타날 경우 역전 신호로 여겨진다. |
|  | |  | |
|  | 다크 클라우드 커버는 긴 하얀색 캔들스틱 뒤에 검은색 캔들스틱이 하얀색 캔들스틱의 상단부분에 위치하여 가깝게 놓인 형태이다. 상승장에서 약세로의 전환 신호로 여겨진다. |  | Engulfing Bearish Line는 작은 하얀색 몸통이 Consists of a small white body that is contained within the following large black candlestick. When it appears at the top it is considered a major reversal signal. |
|  | |  | |
|  | Engulfing Bullish Consists of a small black body that is contained within the following large white candlestick. When it appears at the bottom it is interpreted as a major reversal signal. |  | 이브닝 도지 스타 Consists of three candlesticks. First is a large white body candlestick followed by a Doji that gaps above the white body. The third candlestick is a black body that closes well into the white body. When it appears at the top it is considered a reversal signal. It signals a more bearish trend than the evening star pattern because of the Doji that has appeared between the two bodies. |
|  | |  | |
|  | 이브닝 스타 Consists of a large white body candlestick followed by a small body candlestick (black or white) that gaps above the previous. The third is a black body candlestick that closes well within the large white body. It is considered a reversal signal when it appears at the top level. |  | Falling Window A window (gap) is created when the high of the second candlestick is below the low of the preceding candlestick. It is considered that the window should be filled with a probable resistance. |
|  | |  | |
|  | 모닝 도지 스타 Consists of a large black body candlestick followed by a Doji that occurred below the preceding candlestick. On the following day, a third white body candlestick is formed that closes well into the black body candlestick which appeared before the Doji. It is considered a major reversal signal that is more bullish than the regular morning star pattern because of the existence of the Doji. |  | 모닝 스타 Consists of a large black body candlestick followed by a small body (black or white) that occurs below the large black body candlestick. On the following day, a third white body candlestick is formed that closes well into the black body candlestick. It is considered a major reversal signal when it appears at the bottom.                                                                        |
|  | |  | |
|  | On Neckline In a downtrend, consists of a black candlestick followed by a small body white candlestick with its close is near the low of the preceding black candlestick. It is considered a bearish pattern when the low of the white candlestick is penetrated. |  | Three Black Crows Consists of three long black candlesticks with consecutively lower closes. The closing prices are near to or at their lows. When it appears at the top it is considered a top reversal signal. |
|  | |  | |
|  | Three White Soldiers Consists of three long white candlesticks with consecutively higher closes. The closing prices are near to or at their highs. When it appears at the bottom it is interpreted as a bottom reversal signal. |  | Tweezer Bottoms Consists of two or more candlesticks with matching bottoms. The candlesticks may or may not be consecutive and their sizes or colours can vary. It is considered a minor reversal signal that becomes more important when the candlesticks form another pattern. |
|  | |  | |
|  | Tweezer Tops Consists of two or more candlesticks with matching tops. The candlesticks may or may not be consecutive and their sizes or colours can vary. It is considered a minor reversal signal that becomes more important when the candlesticks form another pattern. |  | Doji Star Consists of a black or white candlestick followed by a Doji that gaps above or below these. It is considered a reversal signal with confirmation during the next trading day. |
|  | |  | |
|  | Piercing Line Consists of a black candlestick followed by a white candlestick that opens lower than the low of the preceding but closes more than halfway into the black body candlestick. It is considered a reversal signal when it appears at the bottom. |  | 라이징 윈도우 A window (gap) is created when the low of the second candlestick is above the high of the preceding candlestick. It is considered that the window should provide support to the selling pressure. |
|  | |  | |
|  | Judas Candle Consists of a large black candle followed by a smaller white candle with a lower tail which is equal to the black candle in length. This is indicative of price capitulation. |  | Darth Maul The correct term for this candle is a "high wave spinning top", a small candle body with unusually large upper and lower shadows, suggesting that the prior trend has run into a period of indecision. The term "Darth Maul" comes from Star Wars, as the candle looks somewhat like a lightsaber. |